# Sierra Leone világörökségi helyszínei
Sierra Leone területéről eddig egy helyszín került fel a világörökségi listára, négy helyszín a javaslati listán várakozik felvételre. 
| | Gola és a Tiwai-sziget védett esőerdői |
| Sierra Leone |                                        |
| Természeti (IX)(X) |                                        |
| Védett terület: 71 202,7 ha, puffer zóna: 91 471 ha, hivatkozás: |                                        |
| A világörökségi helyszínhez tartozó védett terület a Gola Esőerdő Nemzeti Parkból és a Tiwai-szigeti Vadrezervátumból áll. A Nagy-Gola Tájvédelmi körzet részeként a Felső-Guineai-erdő biodiverzitási gócpontjában fekszik. A térség több mint 1000 növényfajnak (köztük 113 endemikus), valamint 55 emlősfajnak (19 globálisan veszélyeztetett) ad otthon. Olyan kulcsfontosságú állatfajok is megtalálhatók a területen, mint az erdei elefánt és a törpe víziló. Emellett 448 madárfajt figyeltek meg a védett övezetben, köztük a veszélyeztetett fehérnyakú gólyalábúvarjút. Az édesvízi halakban, lepkékben és szitakötőkben gazdag területen létfontosságú élőhelyek és bonyolult, integritásukat sikeresen megőrző, magas természetvédelmi értéket képviselő ökoszisztémák alakultak ki. |                                        |

## Javasolt helyszínek
| Megnevezés                          | Kép | Típus      | Kritérium   | Év   | Link |
| ----------------------------------- | --- | ---------- | ----------- | ---- | ---- |
| Nyugati-félsziget Nemzeti Park      |     | Vegyes     | III, VII, X | 2012 |      |
| A Fourah Bay kollégium régi épülete |     | Kulturális | III         | 2012 |      |
| Bunce-sziget                        |     | Kulturális | II, III     | 2012 |      |
| A királyi udvar bejárata (Freetown) |     | Kulturális | III         | 2012 |      |